# Autoemancipació
Autoemancipació (en alemany: Selbstemanzipation) és un fullet sionista escrit pel metge i activista jueu d'origen rus i polonès Lleó Pinsker en 1882. L'assaig va examinar els orígens de l'antisemitisme, i va advocar per la creació d'un estat jueu i el desenvolupament d'una consciència nacional jueva. Pinsker originalment advocava per una assimilació cultural, i demanava un major respecte pels drets humans dels jueus a Rússia. No obstant això, arran de les matances massives contra els jueus a la Rússia tsarista en 1881, i una visita a l'Europa occidental en el primer semestre de 1882, la seva opinió va canviar. Aquest mateix any va publicar anònimament l'assaig en alemany. La nova perspectiva de Pinsker va conduir també a la seva participació en el desenvolupament del grup jueu Hovevei Tsion, "els amants de Sió", que ell mateix va presidir. L'assaig va inspirar als membres del seu grup, i a jueus de tot Europa, i va esdevenir una fita en el desenvolupament del sionisme i de l'estat jueu. El text original en alemany va ser publicat l'1 de gener de 1882.